# Maximilien de Béthune
Maximilien de Béthune, duque de Sully, barão de Rosny, de Henrichemont e de Boisbelle, marquês de Nogent-le-Rotrou, conde de Muret e de Villebon, visconde de Meaux, Marechal da França (13 de dezembro de 1560 — 22 de dezembro de 1641), mais conhecido como duque de Sully foi um soldado valente, ministro francês, um dos líderes da facção religiosa dos huguenotes e braço direito do rei Henrique IV de França no governo da França.

## Biografia

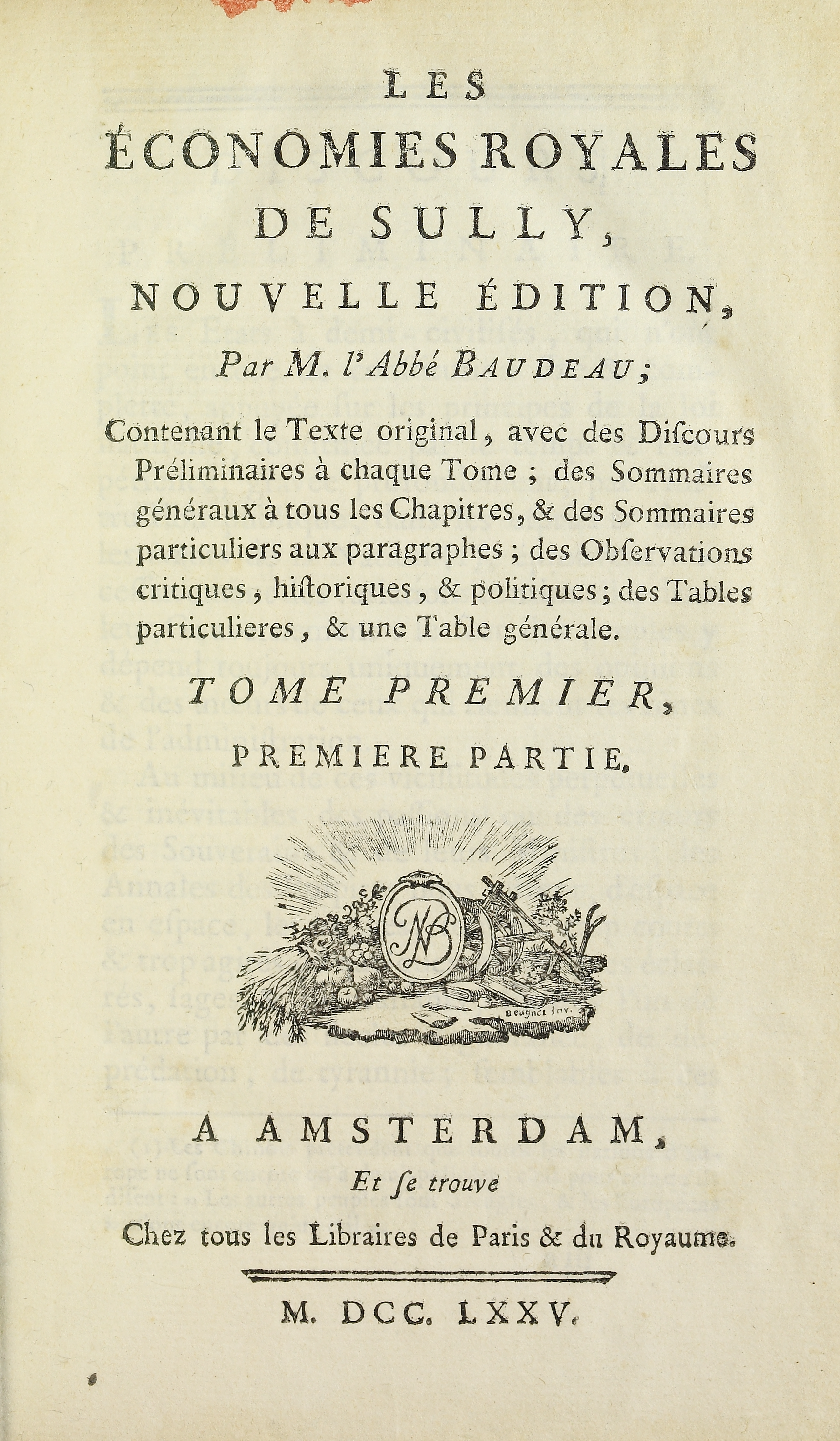
Économies royales, 1775

Nasceu no Château de Rosny perto de Mantes-la-Jolie de uma família nobre de origem flamenga, sendo chamado também de Rosny ou senhor de Rosny, e foi educado como huguenote. Ainda menino, Maximilien foi apresentado a Henrique de Navarra, em 1571 e manteve-se permanentemente ligado ao futuro rei de França. O jovem barão de Rosny foi levado para Paris por seu pai e foi estudar no Colégio da Borgonha, no mesmo dia do Massacre de São Bartolomeu. Ele, para se separar do séquito protestante e se dissimular por católico, tomou um livro de horas (uma coleção de textos, orações e salmos, acompanhado de ilustrações apropriadas, para a liturgia diária) e o carregou discretamente debaixo do braço. Em seguida, ele estudou matemática e história na corte de Henrique de Navarra.
No início da guerra civil em 1575 ele se alistou no exército protestante. Em 1576, ele acompanhou o duque de Anjou numa expedição aos Países Baixos, a fim de recuperar propriedades na região de Rosny, mas sendo vencidos, aliou-se por um tempo com o príncipe de Orange, soberano dos Países Baixos. Mais tarde, aliou-se novamente com Henrique de Navarra, na região da Guienne, ele mostrou bravura no campo de batalha e habilidade especial como engenheiro militar. Em 1583 ele foi agente especial de Henrique, em Paris, e durante uma pausa nas Guerras de Religião casou-se com uma herdeira do trono de Navarra, Anne de Courtenay, que morreu cinco anos depois.
Quando a guerra civil rebentou novamente na região de Rosny, se juntou a Henrique de Navarra, e na batalha de Ivry (1590) ficou gravemente ferido. Ele aconselhou a conversão de Henrique IV ao catolicismo romano, pois seria o caminho mais fácil para se tornar o próximo rei da França sucedendo aos parentes de Catarina de Médici, mas ele próprio recusou-se a se tornar também católico romano. Nesse momento Henrique teria dito que "Paris bem vale uma missa". Depois que a sucessão de Henrique ao trono foi garantida, os nobres de Rosny receberam sua recompensa na forma de inúmeras terras e dignidades. Desde 1596, quando ele foi chamado à comissão de finanças por Henrique IV, o barão de Rosny introduziu alguma ordem nos assuntos econômicos da França, devastados por décadas de guerras religiosas e governos de reis fracos. Atuando como único Superintendente de Finanças (oficialmente), no final de 1601, ele autorizou a livre exportação de grãos e e de vinho, a redução dos juros legais, estabeleceu um tribunal especial para julgar casos de peculato, proibiu os governadores das províncias de arrecadar dinheiro por sua própria conta e autoridade e removeu muitos abusos na coleta de impostos. Aboliu vários escritórios de burocratas do rei, e por sua conduta, honesta e rigorosa com as finanças do país, foi capaz de poupar entre 1600 e 1610 uma média de um milhão de livres por ano.
Seus feitos não foram exclusivamente financeiros. Em 1599 foi nomeado comissário geral de estradas e obras públicas, superintendente das fortificações e grão-mestre da artilharia, em 1602, governador de Nantes e de Jargeau, capitão-geral da "gens d'Armes" da Rainha e governador da Bastilha, em 1604 ele virou governador de Poitou, e em 1606 foi elevado a duque de Sully, posição ao lado dos príncipes de sangue e dos pares de França. Ele recusou o cargo de condestável da França, porque ele não iria se tornar católico romano, essencial para a ocupação legal do cargo.
Sully incentivou a agricultura, clamou pela livre circulação dos produtos dentro das fronteiras francesas e pela taxação e substituição dos produtos importados, promoveu a pecuária, proibiu a destruição das florestas, drenou pântanos, construiu estradas e pontes, planejou um vasto sistema de canais e começou as obras do canal de Briare. Ele reforçou o poderio militar francês. Sob sua direção o arquiteto Evrard iniciou a construção de uma grande linha de defesas nas fronteiras. Na política externa, Sully fez oposição à política colonial do rei como incompatível com os interesses franceses, e também se mostrou pouco favorável às atividades industriais de luxo, apesar da solicitação urgente do rei para estabelecer a indústria da seda no país. Para Henrique era uma grande fonte de divisas e protecionismo comercial contra as manufaturas do norte e sul da Itália. Para Sully, era uma forma de corromper o espírito dos homens - o luxo tornaria os nobres de bons soldados em pessoas frívolas, o que não deixou de ser algo profético. Ele lutou na companhia de Henrique IV em Saboia (1600-1601) e negociou o tratado de paz em 1602, em 1603 ele representou Henrique IV na corte de Jaime I da Inglaterra, e durante todo o reinado, ele ajudou o rei a controlar as insurreições dos nobres, fossem estes de fé católica ou protestante. Foi Sully, também, que arranjou o casamento entre Henrique IV e Maria de Médici. Ele apoiou o rei ao tentar proibir os duelos na França, que haviam se tornado uma verdadeira praga, contando-se as vítimas fatais às centenas ao ano.
Diz-se da França desse período como um reinado feliz. O próprio Henrique IV teria dito que uma de suas metas era que cada francês pudesse comer galinha junto com a família.

Brasão da Casa de Béthune

O papel político de Sully acabou com o assassinato de Henrique IV em 14 de maio de 1610, por François Ravaillac. Apesar de ser membro do conselho de regência da rainha, seus colegas não estavam dispostos a aceitar sua liderança dominadora, e depois de um debate tempestuoso, ele renunciou ao cargo de superintendente de finanças em 26 de janeiro de 1611, e aposentou-se para cuidar da vida privada.
A rainha mãe lhe deu 300 mil livres para os seus serviços prestados e confirmou-o na posse de suas propriedades. Participou da reunião dos Estados Gerais de 1614, e em geral era simpático com a política e o governo do Cardeal de Richelieu. Ele desaprovou as rebeliões em La Rochelle, em 1621, mas no ano seguinte foi brevemente detido em Moulins.
O bastão de marechal de França lhe foi conferido em 18 de setembro de 1634. Os últimos anos de sua vida foram gastos principalmente em Villebon, Rosny e Sully. Ele morreu em Villebon.

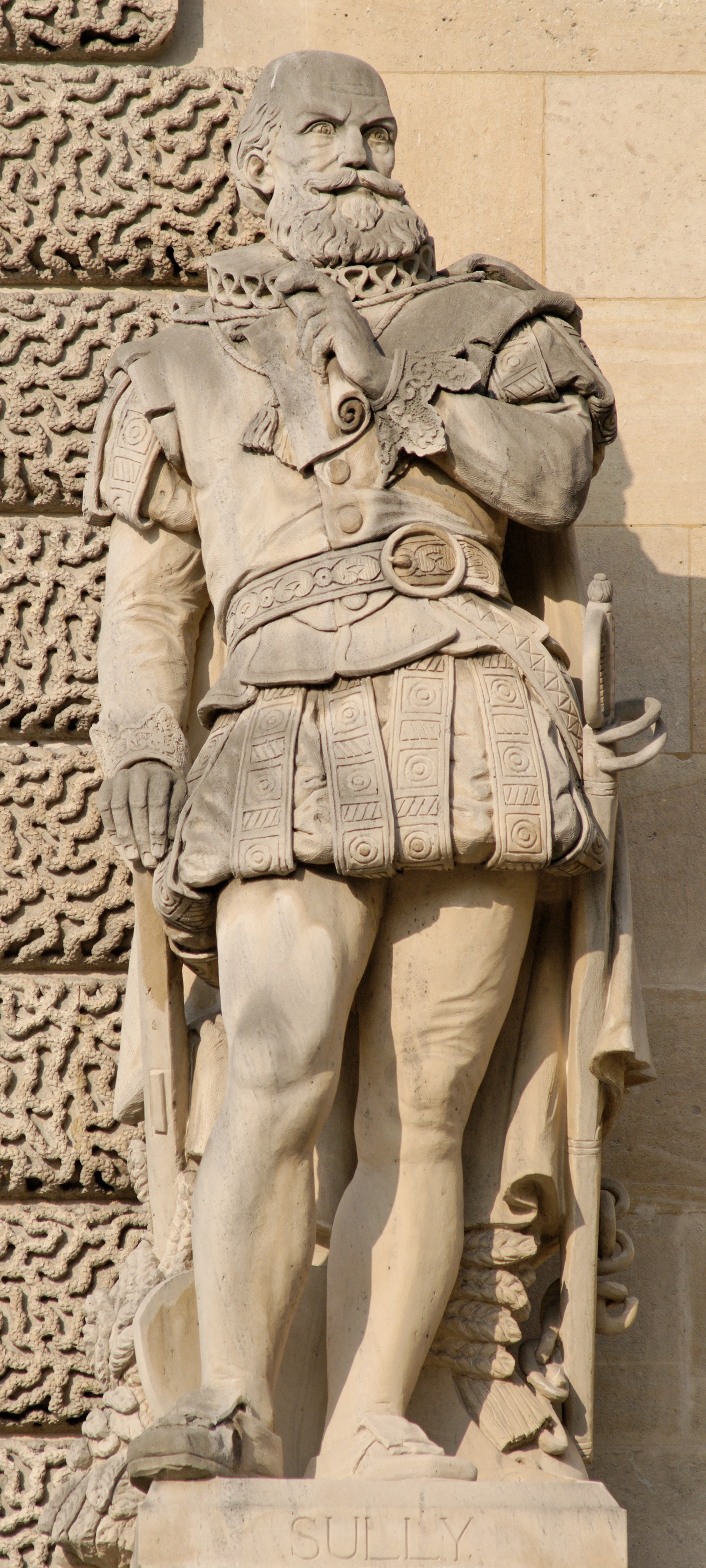
Estátua de Sully no Palais du Louvre, Paris.

Com sua primeira esposa Sully teve um filho, Maximilien, marquês de Rosny (1587-1634), que levou uma vida de dissipação e libertinagem. Com sua segunda esposa, Rachel de Cochefilet, viúva do senhor de Chateaupers, com quem se casou em 1592 e que virou protestante para agradá-lo, ele teve nove filhos, dos quais seis morreram jovens, e uma filha casada em 1605 Henri, duque de Rohan.

## Realizações

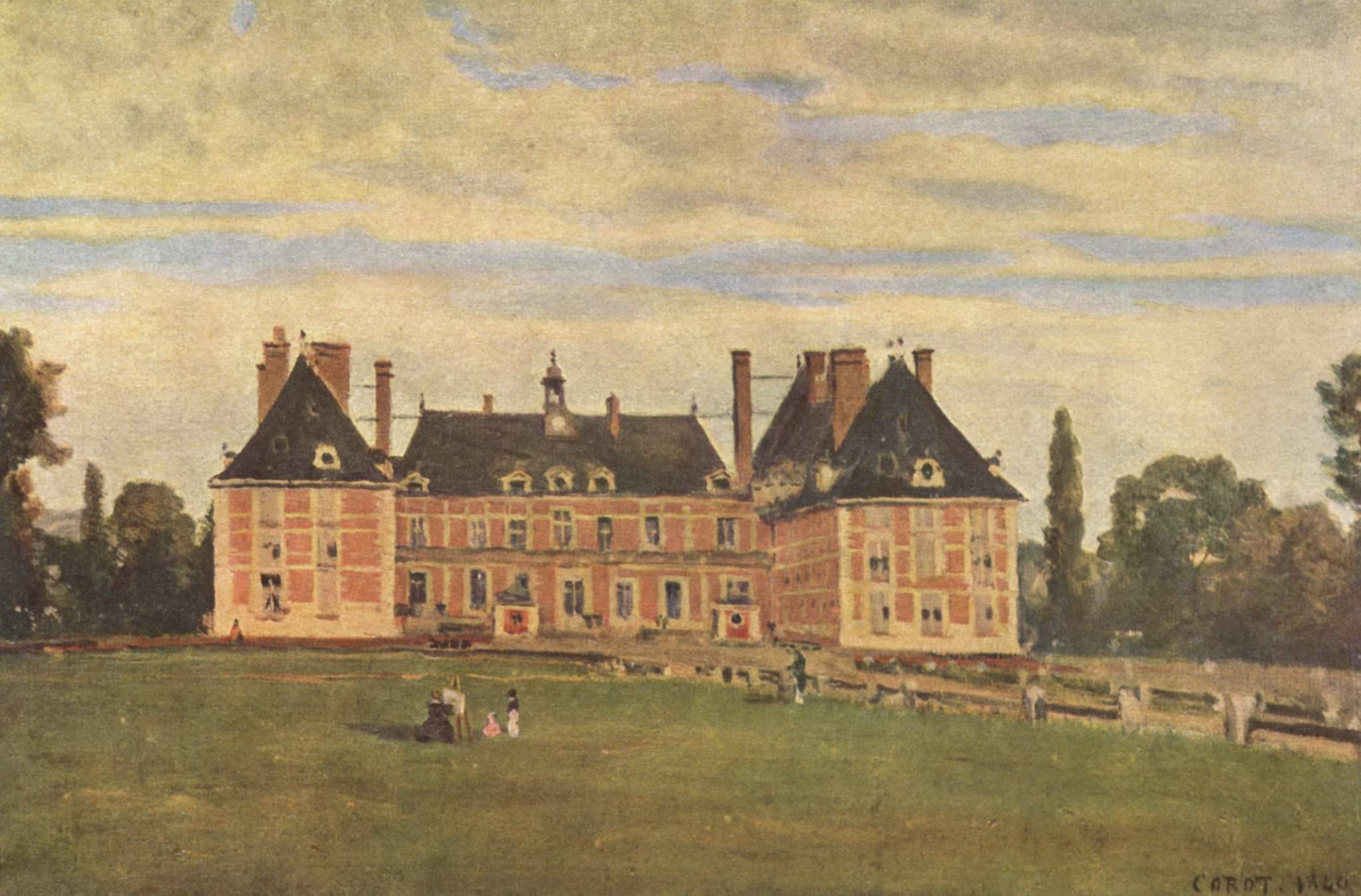
Château de Rosny-sur-Seine, o palacete construído pelo Duque de Sully.

Sully não era popular. Ele era odiado pela maioria dos católicos romanos, porque ele era um protestante, e pela maioria dos protestantes, porque ele era fiel ao rei que havia se tornado católico romano, e por todos, porque ele era um dos favoritos do rei, além de ser citado como egoísta, obstinado e rude. Ele acumulou uma grande fortuna pessoal, e seu ciúme de todos os outros ministros e favoritos era extravagante. No entanto, ele foi um excelente homem de negócios, e se opôs às despesas ruinosas com as cortes que foram a perdição de quase todas as monarquias europeias nesses tempos. Ele era dotado de capacidade executiva, acima de tudo com profunda devoção ao seu rei. Ele havia ganho implicitamente a confiança de Henrique IV, e provou-se o assistente mais capaz em dissipar o caos em que as guerras religiosas e civis tinham mergulhado França. À Sully, ao lado de Henrique IV, pertence o crédito para a transformação feliz na França entre 1598 e 1610, pelo qual a agricultura e o comércio foram beneficiados e paz externa e a ordem interna foram restabelecidos. Foi um mercantilista prático.